# Johann Hus vor dem Scheiterhaufen
Johann Hus vor dem Scheiterhaufen ist der Titel eines Historienbildes von Carl Friedrich Lessing aus dem Jahr 1850. Es gehört zum kunsthistorisch bedeutenden Werkzyklus von „Husbildern“ des Künstlers (Die Hussitenpredigt 1836; Jan Hus zu Konstanz, 1842) und zeigt den christlichen Reformator Jan Hus nach seiner Verurteilung auf dem Konzil von Konstanz (1415), unmittelbar vor seiner Hinrichtung als Ketzer auf dem Scheiterhaufen. Das Monumentalbild hing als Hauptwerk der profanen Historienmalerei der Düsseldorfer Malerschule in der Düsseldorf Gallery in New York City und wurde auf weiteren Ausstellungen in den Vereinigten Staaten und in Europa gezeigt. 1863 wurde es für die Alte Nationalgalerie in Berlin angekauft. Seit 1945 verschollen, wurde es 2007 im Depot des Pergamonmuseums aufgefunden. Nach einer Restaurierung wird es wieder in der Nationalgalerie gezeigt.

## Beschreibung und Bedeutung
Das im Galerieton angelegte Monumentalgemälde, mit 3,60 Metern Höhe und 5,53 Metern Breite das größte je von Lessing gemalte Werk, behandelt den Tod des Jan Hus am 6. Juli 1415 in Konstanz. Durch das monumentale Format konnte der Maler die Figuren lebensgroß darstellen.
Auf einer im Bildzentrum dargestellten Anhöhe kniet der verurteilte böhmische Reformator in schwarzem Ketzergewand vor einem angerichteten Scheiterhaufen. Andächtig aufblickend, hat er seine Hände zu einem letzten Gebet gefaltet. In der Präsentation des Reformators als Märtyrer rekurrierte der Maler ikonografisch auf Darstellungen aus der Passion Jesu, etwa Jesus Christus am Ölberg (Mt 26 ) bzw. das Ecce homo bei der Schaustellung Christi durch Pontius Pilatus (Joh 19,4–6 , Joh 19,5 ).
Brennende Fackeln der Henker lassen Rauchschwaden in einen trüb verhangenen Himmel aufsteigen. Aufgewirbelter Staub taucht die bodennahe Luft in ein gelblich fahles Licht. Ein mit Hellebarde ausgerüsteter Landsknecht ist im Begriff, Hus zum Zeichen der Häresie, Degradierung, Schande und Verspottung einen Ketzerhut aus Papier mit aufgemalten Teufeln aufzusetzen. Wie in der christlichen Ikonografie die Dornenkrone, so erscheint hier der Ketzerhut als ein Leidenswerkzeug des Hus-Martyriums.
In der rechten Bildhälfte ist auf einem Schimmel der Pfalzgraf und Kurfürst Ludwig III. in den Farben des Hauses Wittelsbach und mit Kurhut in herrschaftlicher Pose dargestellt, begleitet von hohen Geistlichen der römisch-katholischen Kirche, denen er sich mit fragendem Blick zuwendet. Ikonografische Parallelen zu Pontius Pilatus und den Hohepriestern sind augenfällig. Auch ist ein Franziskanermönch mit Brille zu sehen, dessen Kurzsichtigkeit sinnbildlich zu verstehen ist, vielleicht als Verweis auf das Hus zugeschriebene geflügelte Wort „O sancta simplicitas!“. Als Reichsvikar oblag es dem Kurfürsten, in Abwesenheit des römisch-deutschen Königs Sigismund das Urteil zu vollstrecken.
Links steht eine Volksmenge, um die Hinrichtung zu erleben, im Vordergrund als Rückenfigur auch eine kniende Frau mit einem Rosenkranz in geballten Fäusten, neben ihr in vorderer Reihe drei Männer, darunter Jan Žižka, ein Anführer der Hussiten.

## Entstehung und Rezeption

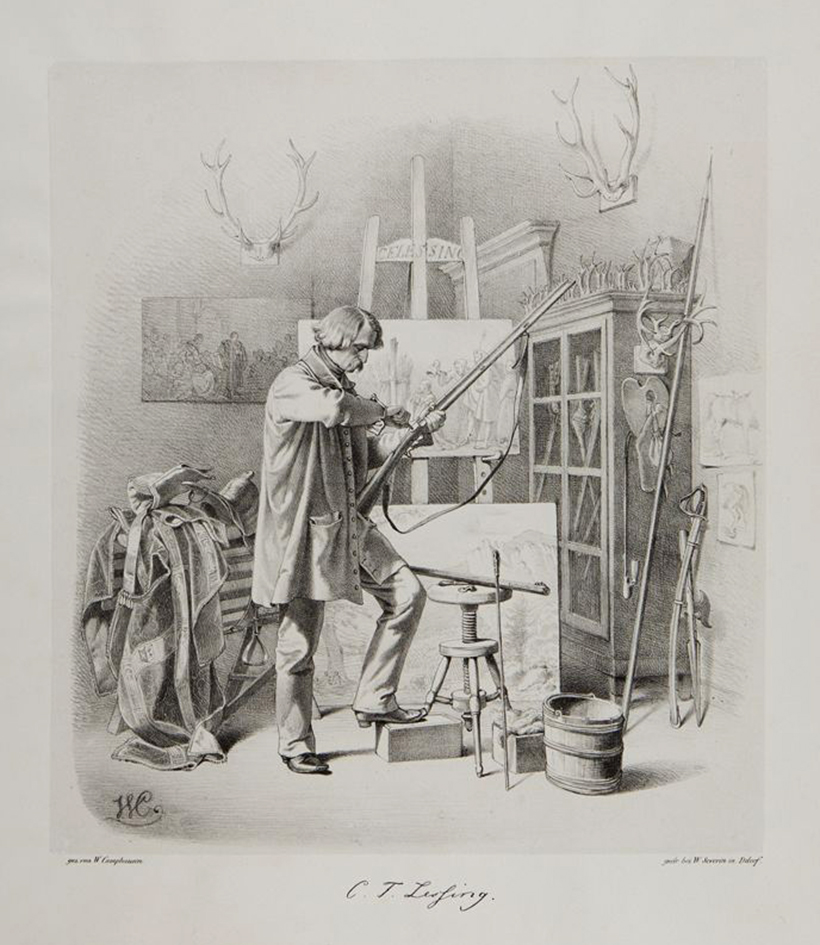
Wilhelm Camphausen: Carl Friedrich Lessing, Illustration aus Schattenseiten der Düsseldorfer Maler, 1845: Auf der Staffelei in Lessings Atelier befindet sich eine Studie zu dem Gemälde Johann Hus vor dem Scheiterhaufen, an der Wand eine Replik des Bildes Jan Hus zu Konstanz.

Bernhard Rode: Hus auf dem Scheiterhaufen, Radierung um 1780

Die Hussitenpredigt, 1836

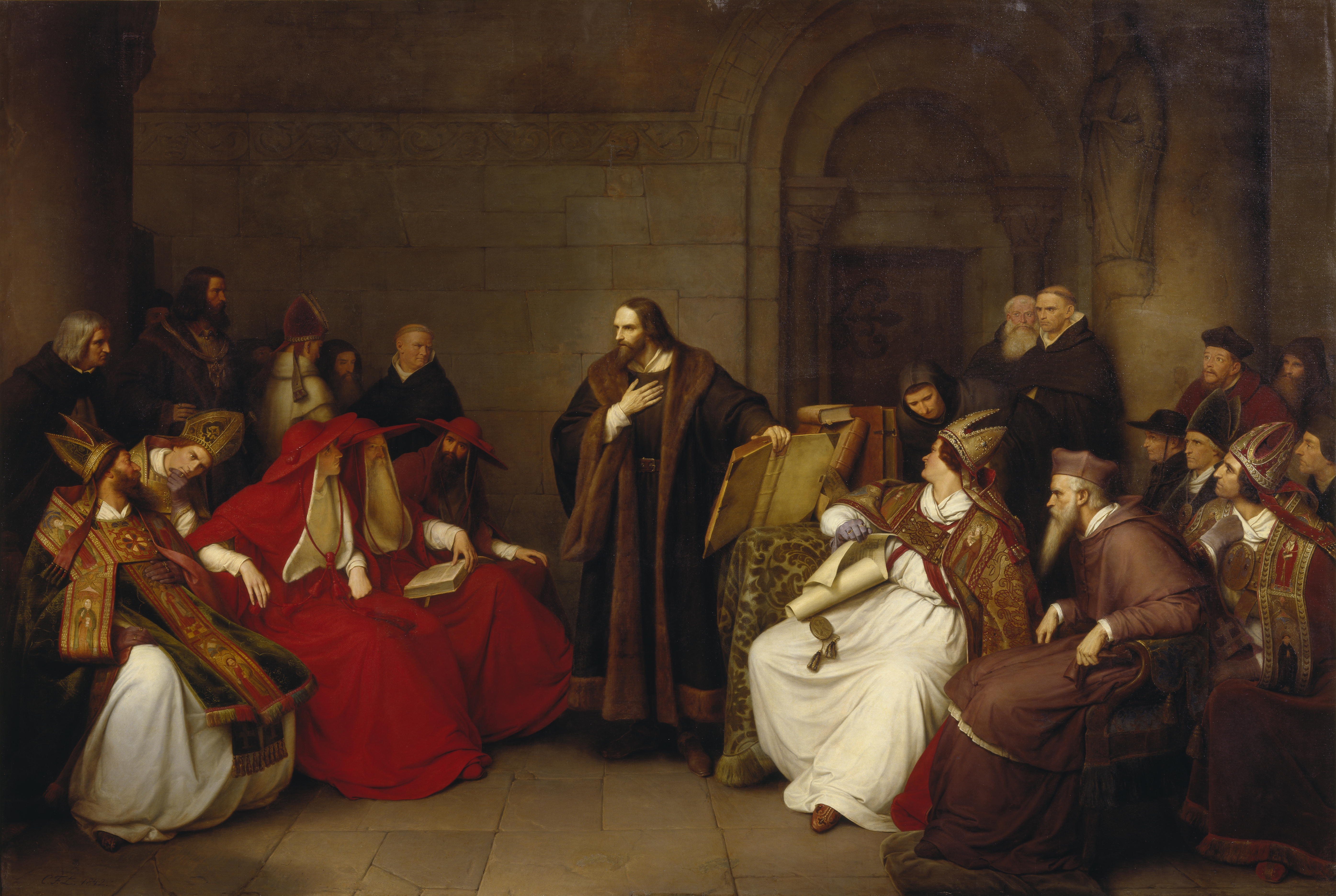
Jan Hus zu Konstanz, 1842

Carl Friedrich Lessing vollendete das Bild erst im Jahr 1850, nachdem er sich auf der Grundlage literarischer Quellen 1844 und 1845 in Vorentwürfen mit dem Motiv der Hinrichtung von Jan Hus beschäftigt und spätestens seit 1847 an der Endfassung in Öl gearbeitet hatte. Für einige Gesichter standen ihm Offiziere der Düsseldorfer Garnison Modell, Anhänger des Hus wurden nach den befreundeten Malern Carl Wilhelm Hübner, Paul Joseph Kiederich und Rudolf von Normann porträtiert. In einem Henkersknecht stellte der Maler seinen Freund und Schwippschwager Adolph Schroedter dar, zur Darstellung einer Frau posierte Lessings Gattin Ida, geborene Heuser (1817–1880).
Angeregt von dem Schriftsteller Friedrich von Uechtritz, hatte der Künstler in zwei Vorläufern, den Gemälden Die Hussitenpredigt (1836) und Jan Hus zu Konstanz (1842), bereits andere Teile des historischen Stoffes um den böhmischen Reformator in Aufsehen erregender Weise behandelt und sich den Ruf verschafft, ein führender Historienmaler der Düsseldorfer Malerschule sowie ein Erneuerer der Malerei in Preußen zu sein. In Berlin, der ersten künstlerischen Wirkungsstätte Lessings, hatte der Historienmaler Bernhard Rode die Hinrichtung von Hus bereits um 1780 in einer Radierung dargestellt.
Als Lessings drittes und letztes Husbild entstand, war kein anderes deutsches Gemälde so ausführlich, intensiv und kontrovers diskutiert worden wie die ersten beiden Husbilder Lessings. Die darin verwirklichte, in Deutschland neuartige Historienmalerei, die sich durch intensives Naturstudium dem Realismus zuwandte, gefiel der damaligen Kunstkritik. Damit vollzog sich eine Abkehr von der Kunst der Nazarener, die sich insbesondere an idealistisch aufgefassten Vorbildern der Renaissance orientiert hatte. Unter dem Einfluss des Zeitgeists, Historienmalerei als Darstellung einer Nationalgeschichte zu verstehen, war es Lessing außerdem gelungen, besonders aussagekräftige Momente so wirklichkeitsnah zu inszenieren, dass sich die Betrachter mit den Figuren identifizieren konnten. Einige Zeitgenossen deuteten die Husbilder vor dem Hintergrund des aufkommenden Kulturkampfes jedoch als Tendenzmalerei im Sinne antikatholischer Parteinahme für den Protestantismus in Deutschland. Heute herrscht die Auffassung vor, dass der Maler als Vertreter des Liberalismus mit den Bildern über Hus auf der Grundlage Hegel’scher Geschichtsphilosophie den Gedanken der Meinungs-, Gewissens- und Religionsfreiheit betonen wollte.
Der Schriftsteller Wolfgang Müller von Königswinter zählte die „umfassend und gestaltenreich“ angelegte Komposition zu den schönsten Bildern der Düsseldorfer Schule. Gleichwohl war er der Ansicht, dass der Künstler in anderen Darstellungen „genialer und glücklicher gewesen ist“. Der Vorsitzende der American Art-Union, der Schriftsteller William Cullen Bryant, der zusammen mit dem Kunstsammler Charles Leupp 1845 den Entwurf zu Lessings Gemälde in Düsseldorf gesehen hatte und darüber in US-amerikanischen Zeitungen berichtete, stellte in einer Parallele zu Lessings Werk positiv heraus, dass der in Düsseldorf lebende US-amerikanische Maler Emanuel Leutze, ein Schüler Lessings, ebenfalls an dem Motiv eines protestantischen „Märtyrers“ arbeite, an einer Darstellung von John Knox. Unter dem Eindruck von Leutzes Monumentalbild Washington Crossing the Delaware, das ab etwa 1849 nach dem Vorbild der Lessing’schen Geschichtsbilder entstand, plädierten Kunstkritiker in den Vereinigten Staaten für die Entwicklung einer spezifisch US-amerikanischen Historienmalerei, die sich – am Beispiel der Düsseldorfer Schule orientiert – den Themen der amerikanischen Nationalgeschichte widmen sollte. Der Kunsthistoriker Ludwig Justi, Direktor der Nationalgalerie Berlin, bezeichnete Lessings Werk als größten Erfolg und seinen Schöpfer als berühmtesten deutschen Geschichtsmalers der 1840er und 1850er Jahre.

## Provenienz

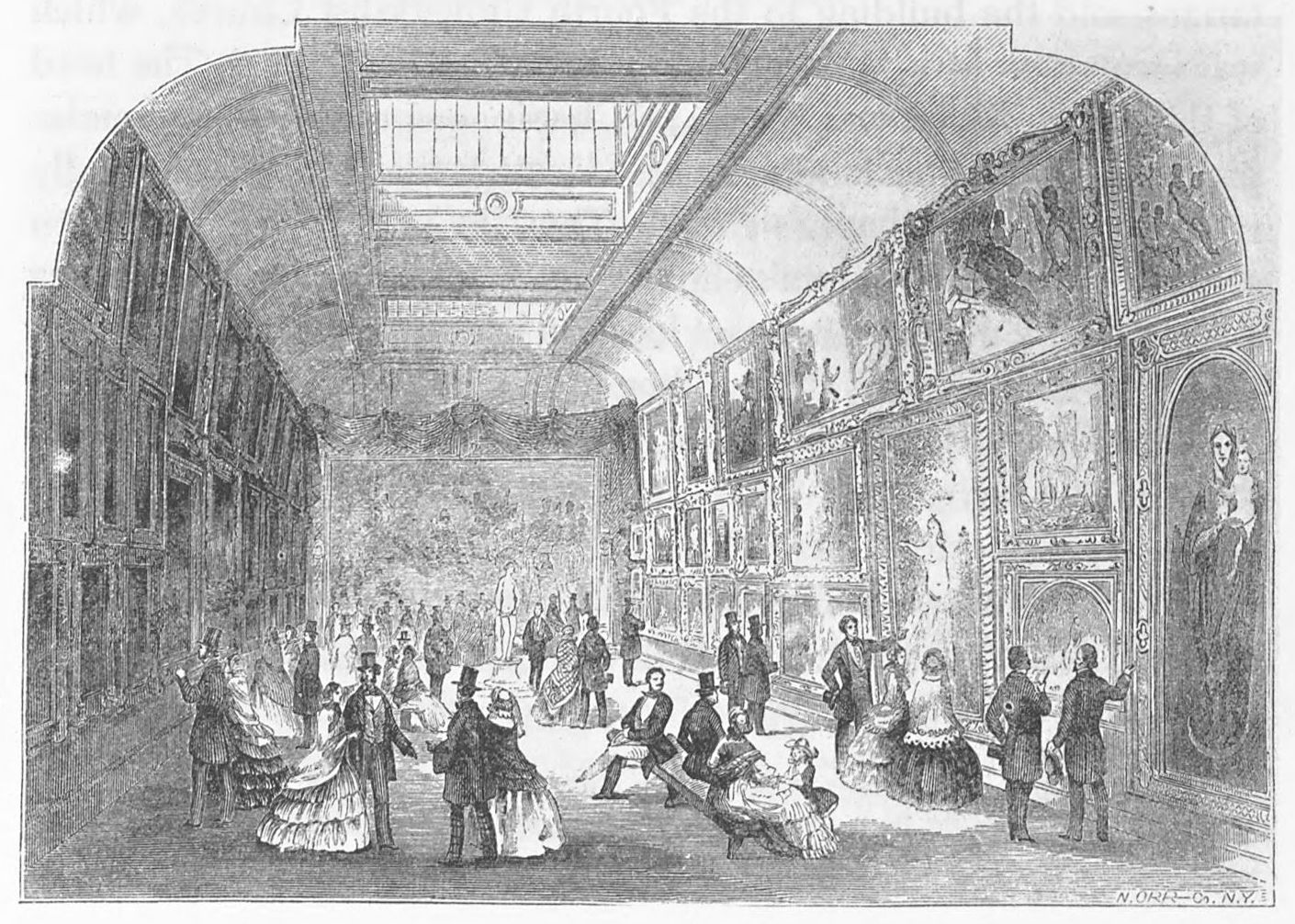
Düsseldorf Gallery, 1857/58, Holzstich von Nathaniel Orr: Das Gemälde Johann Hus vor dem Scheiterhaufen ist schemenhaft an der Stirnwand des Galeriesaals angedeutet.

Das Gemälde wurde am 29. März 1850 von dem New Yorker Kunst- und Spirituosenhändler Johann Gottfried Böker für dessen Düsseldorf Gallery am Broadway in Manhattan erworben, noch im Sommer 1850 in der Kunstakademie Düsseldorf öffentlich ausgestellt, von dem Kunsthändler Anton Kraus über Rotterdam nach New York verschifft und nach Schwierigkeiten, die die New Yorker Zollbehörde bei der Einfuhr bereitete, seit dem 4. Dezember 1850 unter dem Titel The Martyrdom of John Huss bzw. Huss Before the Stake in Bökers Galerie präsentiert. Dort galt das Gemälde neben Christian Köhlers Nationalallegorie Erwachende Germania und Karl Ferdinand Sohns Diana im Bade mit ihren Nymphen als Hauptwerk, das den Besuchern das Schaffen der Düsseldorfer Schule nahebringen sollte. Als solches wurde es in zahlreichen Feuilletons New Yorks ausführlich besprochen. Unter den im Jahr 1850 in New York ausgestellten Gemälden war es unbestritten das am meisten gefeierte.
1857 verkaufte Böker seine Bilder an die Cosmopolitan Art Association des Buch- und Kunsthändlers Chauncey Lyman Derby (1825–1876), die mangels Subskribenten 1861 aufgelöst wurde. 1859 ließ die Cosmopolitan Art Association das Gemälde Lessings neben anderen Gemälden der Düsseldorfer Malerschule in der Pennsylvania Academy of the Fine Arts ausstellen. 1862 befand es sich zur Great London Exposition in London, wo es im Auftrag von Derby durch Henry Lewis in der Egyptian Hall, Piccadilly, und im Mansion House gezeigt wurde. 1863 kam das Bild zur weiteren Ausstellung zum Kunsthändler Louis Friedrich Sachse nach Berlin. Außerdem wurde es in diesem Jahr durch Sachse im Verein für bildende Kunst in Kassel, im Österreichischen Kunstverein in Wien, im Böhmischen Künstlerverein in Prag sowie im Magdeburger Kunstverein gezeigt.
Für 15.000 Taler ließ der preußische König Wilhelm I. das Gemälde 1863 als erstes Kunstwerk für die geplante Berliner Nationalgalerie erwerben. Im Gebäude der 1876 fertiggestellten Alten Nationalgalerie befand es sich nach einer zuletzt von Ludwig Justi konzipierten Hängung im Treppenhaus. 1937 wurde es wegen eines neuen Ausstellungskonzepts, das einer unter Eberhard Hanfstaengl begonnenen Renovierung von Treppenhaus, Querhalle und Kuppelsaal folgte, zusammen mit anderen großflächigen Historienbildern in ein Depot verbracht. Seit 1945 galt das Bild als verschollen, ehe es 2007 im Depot des Pergamonmuseums als aufgerollte Leinwand wieder aufgefunden wurde.
Eine kleine, 1850 entstandene Replik bzw. Ölstudie (94 × 135,9 cm), 1868 aus der Sammlung von Rudolf von Arthaber bei Eduard Schulte in Düsseldorf ausgestellt und 1869 versteigert, gelangte in die Privatsammlung des Lessingsammlers Joseph Longworth in Cincinnati und später als Dauerleihgabe von Joanna Sturm (* 1946), einer Ururenkelin von Longworth und Urenkelin des US-Präsidenten Theodore Roosevelt, in die Sammlung des Haggerty Museum of Art an der Marquette University in Milwaukee. 2011 wurde das Bild im Rahmen einer Ausstellung des Museums Kunstpalast gezeigt. 2012 schenkte Joanna Sturm die Replik dem Museum Kunstpalast.
Verbreitung erfuhr das Motiv durch Reproduktionsgrafik. Einen Stich von der Erstfassung (Platte: 610 × 874 mm; Blatt: 684 × 945 mm) schuf der Kupferstecher Friedrich August Andorff (1819–1875). Von der Erstfassung stachen auch Wilhelm von Abbema und Fritz Werner großformatige Reproduktionen. Nach der Replik fertigte Carl Wildt außerdem eine Lithografie. Illustrationen erschienen 1879 in dem britischen Magazin The Graphic und im US-Magazin Harper’s Weekly.